# أوسكار بولو
أوسكار بولو (بالألمانية: Oskar von Bülow) (و. 1837 – 1907 م) هو قانوني، وأستاذ جامعي ألماني، ولد في فروتسواف، توفي في هايدلبرغ، عن عمر يناهز 70 عاماً.